# 1248
Високе Середньовіччя •  Золота доба ісламу •  Реконкіста •  Хрестові походи •  Монгольська імперія

## Геополітична ситуація
На території колишньої Візантійської імперії існує декілька держав, зокрема Латинська імперія, Нікейська імперія та Трапезундська імперія. Фрідріх II Гогенштауфен є імператором Священної Римської імперії (до 1250). У Франції править Людовик IX (до 1270).
Апеннінський півострів розділений: північ належить Священній Римській імперії, середню частину займає Папська область, більша частина півдня належить Сицилійському королівству. Деякі міста півночі: Венеція, Піза, Генуя тощо, мають статус міст-республік, частина з яких об'єднана Ломбардською лігою.
Майже весь Піренейський півострів займають християнські Кастилія, Леон (Астурія, Галісія), Наварра, Арагонське королівство (Арагон, Барселона) та Португалія, під владою маврів залишилися тільки землі на самому півдні. Генріх III є королем Англії (до 1272), а королем Данії — Ерік IV (до 1250).
Данило Галицький княжить у Галицько-Волинському князівстві, яке як і Володимиро-Суздальське князівство та Новгородська республіка залежні від Золотої Орди. На чолі королівства Угорщина стоїть Бела IV (до 1270). У Кракові княжить Болеслав V Сором'язливий (до 1279).
У Єгипті, Сирії та Палестині править династія Аюбідів, невеликі території на Близькому Сході утримують хрестоносці. У Магрибі розпадається держава Альмохадів. Сельджуки, які окупували Малу Азію, опинилися під владою монголів. Монгольська імперія поділена між спадкоємцями Чингісхана. Північний Китай підкорений монголами, на півдні править династія Сун. Делійський султанат є наймогутнішою державою Північної Індії, а на півдні Індії домінує Чола. В Японії триває період Камакура.
Цивілізація майя переживає посткласичний період. Почала зароджуватися цивілізація ацтеків.

## Події
- Василько Романович відбив грабіжницький напад ятвягів.
- Король Франції Людовик IX розпочав Сьомий хрестовий похід.
- Король Кастилії Фердинанд III відбив у маврів Севілью, а його син, принц Альфонсо, Аліканте.
- Роджер Бекон опублікував склад пороху, що є найдавнішою згадкою про порох у Європі.
- У Кельні почалась відбудова одного з найбільших у Європі готичних соборів, збудованого у 873 році і постраждалого від пожежі у квітні 1248-го.
- У Парижі висвячено релікварій Сент-Шапель, збудований для зберігання тернового вінця.
- У Флоренції гібеліни змусили провідні родини гвельфів покинути місто.
- Після смерті великого хана Гуюка управління Монгольською імперією взяла в свої руки його вдова Огул-Гаймиш.
- Плем'я мешіка (ацтеки) оселилося на пагорбі Чапультепек.

## Народились
- Агрипина Галицька